# Ан-Насир аль-Хасан ибн Изз ад-Дин
ан-Насир аль-Хасан ибн Изз ад-Дин (араб. الحسن بن عز الدين‎; 1457 — 24 июня 1523) — имам Зайдитского государства в Йемене, который имел ограниченную власть в северном йеменском нагорье в 1495—1523 годах.

## Биография
Был сыном имама аль-Хади Изз ад-Дина. После смерти последнего в 1495 году, аль-Хасан провозгласил своё притязание на имамат и взял имя ан-Насир аль-Хасан. Он унаследовал любовь отца к учёбе, но ему тяжело давались его политические навыки. Зайдитская традиция изображает его позитивно, как дающего приют для вдов и сирот, и убежище для слабых. Тем не менее, ан-Насир аль-Хасан мог управлять только на ограниченной территорией на Севере Йеменского высокогорья. На протяжении многих лет он должен был противостоять сопернику имаму аль-Мансур Мухаммеду (англ. al-Mansur Muhammad) умершему в 1505 году. Аль-Мансур был схвачен и отравлен тахиридским султаном Амиром в 1504 году, и Тахириды захватили Сану. В последующие годы, ан-Насир аль-Хасан был затмён новым имамом аль-Мутаваккилем Яхьёй Шараф ад-Дином, правившим в 1506—1555 годах. Ан-Насир аль-Хасан умер в безвестности в 1523 году и был похоронен в Фаладе (англ. Falala).

## Потомки
Он дал жизнь девяти сыновьям: Мухаммед, Азз ад-Дин, Маджд ад-Дин, Дауд, Ахмад, Салах, Яхъя, Тадж ад-Дин, и Али (англ. Muhammad, Izz ad-Din, Majd ad-Din, Da'ud, Ahmad, Salah, Yahya, Taj ad-Din, and Ali). Маджд ад-Дин (англ. Majd ad-Din) провозгласил себя на имамат после кончины своего отца, но неудачно и умер в 1536 году, даже не побывав у политической власти.